# Cirriphyllum
Cirriphyllum là một chi rêu trong họ Brachytheciaceae.